# Regina Wauters
Regina Wauters (Mechelen, 1 maart 1795 - Roeselare, 24 januari 1874) was een Belgische onderneemster en brouwster. Ze ligt aan de grondslag van de Brouwerij Rodenbach uit Roeselare.

## Levensloop
Regina Wauters was een rijke brouwersdochter uit Mechelen. Ze huwde in 1818 met Pedro Rodenbach en verhuisde naar Roeselare. De familie had er een stokerij in de Spanjestraat. In 1820 nam Pedro samen met zijn broers en zus een brouwerij in de straat over.  In 1835 besloot de familie Rodenbach om de stokerij die nog in gemeenschap beheerd werd aan Pedro te verkopen. Pedro Rodenbach was ook militair en sedert de Belgische Revolutie was hij nauwelijks in Roeselare te bespeuren. Hij zou in 1848 in Brussel overlijden. De familie verkocht de stokerij dan maar aan Regina Wauters, die bij volmacht van haar echtgenoot optrad. Het was echter Regina die voor het nodige geld zorgde. Ze liet de nodige akten opmaken, waarbij haar man erkende dat zij de enige eigenares van de stokerij en alle andere onroerende goederen was. De stokerij zou lange tijd de enige noemenswaardige stokerij in Roeselare zijn. Ze stelde heel wat mensen tewerk. Regina zou hem meteen na de verkoop uitbreiden. Later betrok zij haar oudste zoon, Raymond, in de zaak. Raymond Rodenbach zou de stokerij tot ca. 1895 blijven runnen. De stokerij werd later aan Honoré Talpe verkocht die er een cichoreifabriek van maakte.
Regina Wauters belegde haar geld niet alleen in de familiestokerij van de Rodenbachs. In 1836 verkocht de familie Rodenbach, vooral vertegenwoordigd door Alexander Rodenbach, haar brouwerij in de Spanjestraat met nog tal van andere eigendommen. Pedro Rodenbach zou daar het merendeel van opkopen. Hij deed dit echter opnieuw met het geld van Regina. Pedro moest dan ook opnieuw in aktes erkennen dat de brouwerij en alle andere eigendommen die hij van de familie had gekocht, voortaan haar eigendom waren. 
Ook nu begon Regina Wauters meteen aan de uitbreiding van de brouwerij. Ze mocht dan wel een van de grootste stokerijen uit de streek hebben; ze zou er niet in slagen de grootste brouwerij van de stad te creëren. Daarvoor had ze te veel concurrentie van Anna Gesquiere, de weduwe Cauwe, die een brouwerij op het Polenplein had. Tussen beide dames heerste in de jaren 1830 en 1840 een grote concurrentiestrijd. Zo streefden ze er beiden naar om zo snel mogelijk de stoommachine in Roeselare te introduceren.  Regina Wauters stond ervoor bekend om haar beide zaken krachtdadig te besturen. Haar beleid was bijzonder toekomstgericht. Maar ook in de kleine kantjes van het zakenleven was ze gehard. Zo werd ze meermaals verdacht van het omzeilen van de stadsaccijnzen op alcohol. Ook had ze zonder vergunning een sluis op de Mandelbeek laten plaatsen, waardoor de waterafvoer in de stad niet meer optimaal verliep. 
Sedert 1848 betrok ze haar zonen Emiel en Florent bij de brouwerij, maar bleef zodanig op de achtergrond aanwezig dat ze het al snel voor gezien hielden. In 1860 kwam haar tweede zoon Eduard Rodenbach in de brouwerij. Hij was voordien lijnwaadfabrikant, maar nam het zekere voor het onzeker tijdens een vlascrisis en besloot zich met succes op de bierindustrie toe te leggen. In 1864 zou Regina Wauters, inmiddels 69, haar brouwerij, huis en werkplaatsen, samen met de elf cafés die ze had opgekocht, aan haar zoon verkopen. Regina Wauters zou vanaf dan tot aan haar dood in 1874 rentenieren.
In 2004 werd een straat in een Roeselaarse industriezone naar haar genoemd, de Regina Wautersweg.